# SpaceLiner

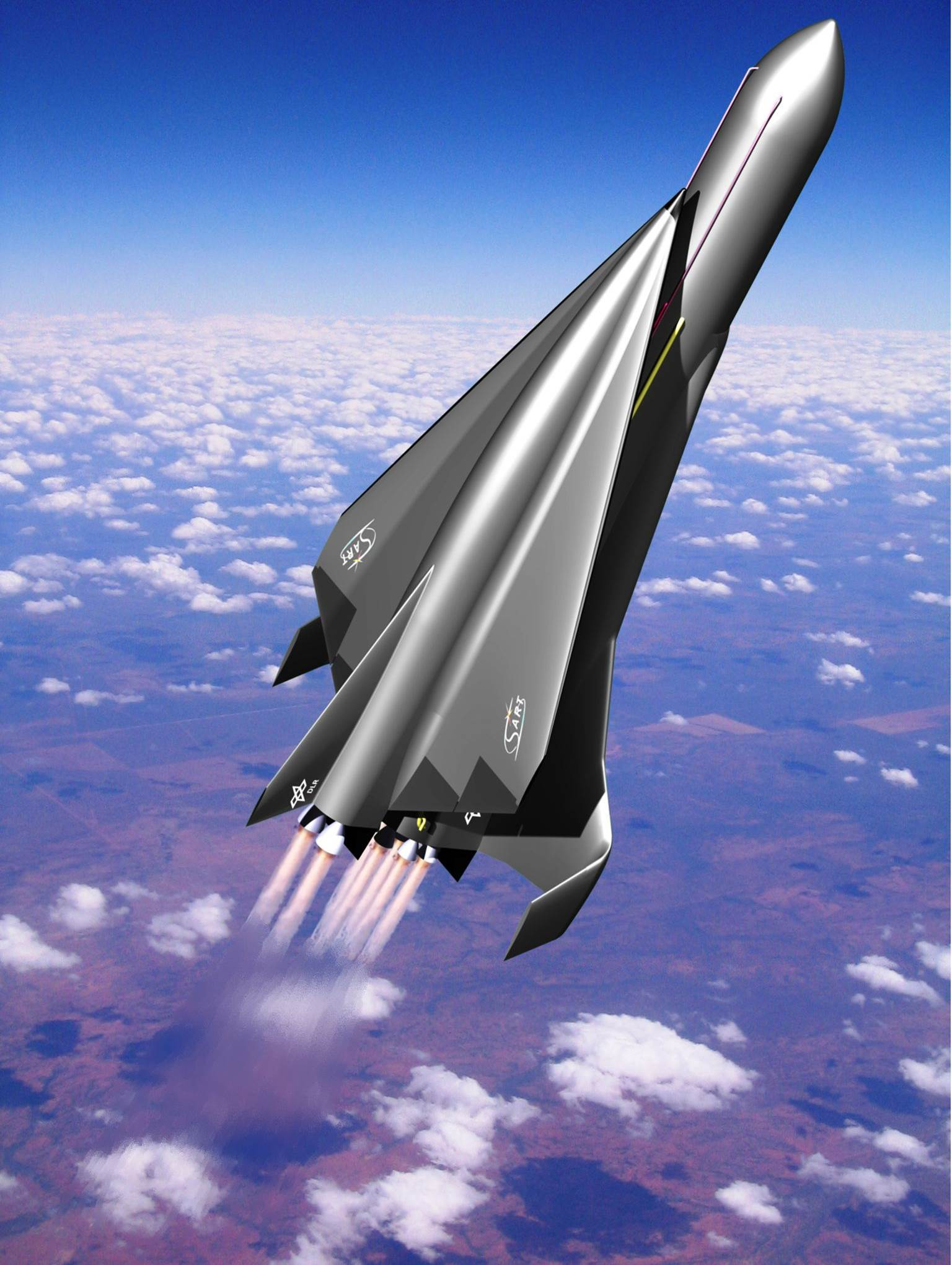
Space Liner 7 beim Aufstieg (computergenerierte Abbildung)

SpaceLiner ist eine Vision für einen suborbitalen, hyperschallschnellen, geflügelten Passagiertransporter, welche seit 2005 beim Deutschen Zentrum für Luft- und Raumfahrt (DLR) in Untersuchung ist. Als Zweitanwendung des SpaceLiner wurde der kostengünstige Transport größerer Satellitennutzlasten in den Orbit genannt.

## Entwurfsstand von 2013

### Konzept
Das DLR entwarf folgende Vision für eine Raumfähre:
Die zweistufige, vertikalstartende Konfiguration aus unbemanntem Booster und bemannter Passagierstufe (Orbiter) ist für 50 Passagiere konzipiert und verfügt über insgesamt elf Flüssigkeitsraketentriebwerke (Booster 9, Orbiter 2), welche mit Flüssigsauerstoff und Flüssigwasserstoff betrieben werden. Nach Brennschluss der Triebwerke kann die Orbiterstufe im Gleitflug große interkontinentale Entfernungen innerhalb kürzester Zeit zurücklegen. Je nach Mission können dabei Flughöhen von 80 Kilometern und Mach-Zahlen über 20 erreicht werden. Flugzeiten sollen mit dem SpaceLiner auf der Strecke Australien-Europa nur 90 Minuten oder auf der Strecke Europa-Kalifornien nicht mehr als 60 Minuten betragen. Mit auftretenden Beschleunigungen von maximal 2,5g bleiben die Belastungen für die Passagiere bei diesen Missionen noch unterhalb von denen der Space-Shuttle-Astronauten. Darüber hinaus sieht das Konzept die Ausführung der Passagierkabine in Form einer separaten Rettungskapsel vor, welche im Notfall vom Fahrzeug abgetrennt werden kann und den Passagieren eine sichere Rückkehr zur Erde ermöglichen soll.
Die Inbetriebnahme eines ersten Systems hielt das DLR zwischen 2040 und 2050 möglich. Kernaspekt des Konzepts ist eine vollständige Wiederverwendbarkeit in Verbindung mit einer der Luftfahrt vergleichbaren Serienproduktion, durch welche eine erhöhte Kosteneffizienz gegenüber heutigen Raumtransportsystemen erwartet wird. Eine zentrale Herausforderung liegt in der Verbesserung der Sicherheit und Zuverlässigkeit von Raumfahrtkomponenten wie z. B. Raketentriebwerken, so dass sie für den täglichen Einsatz im Passagiertransport in Frage kommen.

### Forschungsarbeiten
Anfang der 2010er Jahre befand sich der SpaceLiner im Stadium des Vorentwurfs. Basierend auf den Ergebnissen der jeweils vorangegangenen Untersuchungen sollte der Entwurf im Verlauf der Entwicklung und unter wachsender Berücksichtigung von Subsystementwicklung und -integration vorangetrieben werden. Parallel dazu waren Studien in Bezug auf Varianten mit veränderten Anforderungen und Spezifikationen geplant, deren Ergebnisse ebenfalls in den gesamten Entwurfsprozess einfließen könnten.
SpaceLiner 2 bezeichnete ein Konzept für eine erste Version, bei der die Integration eines aktiven Kühlsystems für thermisch hoch belastete Bauteile beim atmosphärischen Wiedereintritt vorgesehen wurde.
Die Vision SpaceLiner 4 war als Weiterentwicklung des SpaceLiner 2 mit verbesserten aerodynamischen und flugmechanischen Charakteristiken angedacht. In dem durch die EU finanzierten Forschungsprojekt FAST20XX wurden anhand dieser Konfiguration verschiedene für den SpaceLiner notwendige Technologien experimentell und numerisch näher untersucht.
Im Jahr 2013 befand sich beim DLR das Konzept SpaceLiner 7 in Untersuchung. Im Rahmen einer numerischen Optimierung wurde zur Verbesserung der aerodynamischen, thermischen und strukturmechanischen Eigenschaften im Hyperschallflug unter anderem die Verwendung eines einfachen anstelle eines doppelten Deltaflügels geprüft. Außerdem wurde die Auslegung und Integration von Subsystemen wie die Passagierkabine, die kryogenen Tanks, das Treibstofffördersystem und der Hitzeschild entworfen.
Außerdem wurde eine 100-Passagier-Version des SpaceLiner 7 für kürzere Distanzen unter der Bezeichnung SL7-100 untersucht. Zur Erfüllung der Missionen soll in Abhängigkeit von der erforderlichen Reichweite eine lange oder eine kurze Version der Boosterstufe zum Einsatz kommen, die jeweils mit der 50- bzw. 100-Passagierversion des Orbiters kombiniert wird.
Diese Entwurfsarbeiten wurden durch DLR-interne Mittel sowie im Rahmen von EU-geförderten FP7-Projekten wie FAST20XX und CHATT finanziert. Neben dem DLR sind oder waren verschiedene Partner aus dem europäischen Luft- und Raumfahrtsektor beteiligt.

### Technische Daten
| Kenngröße              | Orbiter (50-Passagierversion) | Booster (Lange Version) | Gesamt (Australien–Europa) |
| ---------------------- | ----------------------------- | ----------------------- | -------------------------- |
| Länge:                 | 65,6 m                        | 82,3 m                  | 82,3 m                     |
| Flügelspannweite:      | 33,0 m                        | 36 m                    | 36 m                       |
| Höhe:                  | 12,1 m                        | 8,7 m                   | 21,5 m                     |
| Kabinenlänge:          | 15,3 m                        |                         |                            |
| max. Rumpfdurchmesser: | 6,4 m                         | 8,6 m                   |                            |
| Leermasse:             | 130 t                         | 198 t                   | 328 t                      |
| Startmasse:            | 366 t                         | 1467 t                  | 1832 t                     |
| Treibstoffmasse:       | 220 t                         | 1272 t                  | 1502 t                     |
| Brennschlussmasse:     | 151 t                         | 213 t                   |                            |
| Max. Flughöhe:         | ca. 80 km                     | ca. 75 km               |                            |
| Max. Geschwindigkeit:  | 7 km/s (25.200 km/h)          | 3,7 km/s (13.300 km/h)  |                            |
| Max. Machzahl:         | 24                            | 14                      |                            |
| Max. Reichweite:       | ca. 18.000 km                 | ca. 18.000 km           | ca. 18.000 km              |
| Anzahl Triebwerke:     | 2                             | 9                       | 11                         |

### Antriebe
Das SpaceLiner-Konzept soll einen einzigen Typ von wiederverwendbarem Flüssigkeitsraketentriebwerk verwenden, der im Hauptstromzyklus mit vollständiger Vorverbrennung arbeitet. Das Expansionsverhältnis der Düsen ist an die unterschiedlichen Missionen von Booster und Orbiter angepasst. Als Treibstoff ist die hochenergetische Kombination von flüssigem Wasserstoff mit flüssigem Sauerstoff vorgesehen.
| Kenngröße                         | Orbiter (50-Passagierversion) | Booster (Lange Version) |
| --------------------------------- | ----------------------------- | ----------------------- |
| Mischungsverhältnis:              | 6,0                           | 6,0                     |
| Brennkammerdruck:                 | 16,0 MPa                      | 16,0 MPa                |
| Massenstrom (pro Triebwerk):      | 518 kg/s                      | 518 kg/s                |
| Expansionsverhältnis:             | 59,0                          | 33,0                    |
| Spezifischer Impuls (Vakuum):     | 449 s                         | 437 s                   |
| Spezifischer Impuls (Meereshöhe): | 363 s                         | 389 s                   |
| Schub pro Triebwerk (Vakuum):     | 2268 kN                       | 2206 kN                 |
| Schub pro Triebwerk (Meereshöhe): | 1830 kN                       | 1961 kN                 |